# پروشیان
پروشیان (به ارمنی: Պռոշյան) یک روستا در ارمنستان است که در استان کوتایک واقع شده‌است. پروشیان در کیلومتری شمال هرازدان، مرکز استان کوتایک واقع شده است. کارخانه شراب‌سازی پروشیان در این روستا واقع شده‌است.

## خصوصیات
'  نفر جمعیت دارد و در ارتفاع  متر بالاتر از سطح دریا قرار گرفته است.